# Operación Silencio
Operación Silencio (en francés: Baraka sur X 13; en italiano: Agente X77 ordine di uccidere) es una película de espías franco-español-italiana de 1966 dirigida por Maurice Cloche y protagonizada por Gérard Barray y Sylva Koscina. Silvio Siano está acreditado como codirector en la versión italiana de la película (acreditado como «Edgar Lawson») debido a obligaciones de coproducción.

## Reparto
- Gérard Barray como Serge Vadile, Agente X-77 (Agente X 13 en Francia).
- Sylva Koscina como Mania.
- Agnès Spaak como Ingrid.
- José Suárez como Franck.
- Yvette Lebon como Elvire.
- Renato Baldini como Dr. Lupescu.
- Gemma Cuervo como Solange.
- Gérard Tichy como Dr. Reichmann.
- Luis Induni como M. Klein.
- Aldo Bufi Landi
- Giacomo Furia